# نيكولا فاسيلي (لاعب كرة قدم)
نيكولا فاسيلي هو لاعب كرة قدم بوسني في مركز حراسة المرمى، ولد في 2 ديسمبر 1995 في موستار في البوسنة والهرسك. لعب مع زوريا لوهانسك ونادي نورنبرغ.

## وصلات خارجية
- نيكولا فاسيلي (لاعب كرة قدم) على موقع الاتحاد الدولي (مؤرشف)  (الإنجليزية)
- نيكولا فاسيلي (لاعب كرة قدم) على موقع الاتحاد الأوربي (الإنجليزية)
- نيكولا فاسيلي (لاعب كرة قدم) على موقع قاعدة بيانات كرة القدم.إي يو (الإنجليزية)
- نيكولا فاسيلي (لاعب كرة قدم) على موقع ناشيونال فوتبول تيمز (الإنجليزية)
- نيكولا فاسيلي (لاعب كرة قدم) على موقع Soccerway.com (الإنجليزية)
- نيكولا فاسيلي (لاعب كرة قدم) على موقع عالم كرة القدم.نت (الإنجليزية)